# Luxemburgo nos Jogos Olímpicos de Inverno de 1992
Luxemburgo participou dos Jogos Olímpicos de Inverno de 1992, realizados em Albertville, na França. 
Foi a quarta aparição do país nos Jogos Olímpicos de Inverno, onde foi representado apenas pelo esquiador alpino Marc Girardelli, assim como na edição anterior. Girardelli conquistou as primeiras medalhas do país nos Jogos Olímpicos de Inverno, sendo duas pratas no super-G e slalom gigante.

## Competidores
Esta foi a participação por modalidade nesta edição:
| Esporte      | Masculino | Feminino | Total |
| ------------ | --------- | -------- | ----- |
| Esqui alpino | 1         | 0        | 1     |
| Total        | 1         | 0        | 1     |

## Medalhas
| Atleta          | Esporte      | Evento                   | Medalha |
| --------------- | ------------ | ------------------------ | ------- |
| Marc Girardelli | Esqui alpino | Super-G masculino        | Prata   |
| Marc Girardelli | Esqui alpino | Slalom gigante masculino | Prata   |

## Desempenho

### Esqui alpino
Masculino
| Atleta          | Evento         | Descida 1 | Descida 2 | Total   | Total            | Ref.  |
| Atleta          | Evento         | Tempo     | Tempo     | Tempo   | Pos.             | Ref.  |
| --------------- | -------------- | --------- | --------- | ------- | ---------------- | ----- |
| Marc Girardelli | Downhill       | —         | —         | DNF     | DNF              | [ 5 ] |
| Marc Girardelli | Super-G        | —         | —         | 1:13.77 | Medalha de prata | [ 6 ] |
| Marc Girardelli | Slalom gigante | 1:04.70   | 1:02.60   | 2:07.30 | Medalha de prata | [ 7 ] |
| Marc Girardelli | Slalom         | DSQ       | DSQ       | DSQ     | DSQ              | [ 8 ] |

| Atleta          | Evento    | Downhill | Slalom  | Slalom  | Total  | Total | Ref.  |
| Atleta          | Evento    | Tempo    | Tempo 1 | Tempo 2 | Pontos | Pos.  | Ref.  |
| --------------- | --------- | -------- | ------- | ------- | ------ | ----- | ----- |
| Marc Girardelli | Combinado | DNF      | –       | –       | DNF    | DNF   | [ 9 ] |

Legenda
| Recorde mundial      | Recorde mundial (World record)               |                       | Recorde africano                      | Recorde africano (African) |                                           | Q | Classificado por posição (Qualified) |
| Recorde olímpico     | Recorde olímpico (Olympic record)            | Recorde da América    | Recorde da América (Americas)         | q                          | Classificado por melhor tempo (Qualified) |   |                                      |
| Melhor marca do ano  | Melhor marca do ano (World leading)          | Recorde asiático      | Recorde asiático (Asian)              | DNS                        | Não largou (Did not start)                |   |                                      |
| Recorde nacional     | Recorde nacional (National record)           | Recorde europeu       | Recorde europeu (European)            | DNF                        | Não terminou (Did not finish)             |   |                                      |
| Recorde pessoal      | Recorde pessoal do atleta (Personal best)    | Recorde da Oceania    | Recorde da Oceania (Oceania)          | DSQ / DQ                   | Desclassificado (Disqualified)            |   |                                      |
| Recorde da temporada | Recorde da temporada do atleta (Season best) | Recorde sul-americano | Recorde sul-americano (South America) | NM                         | Sem marca (No mark)                       |   |                                      |